# Marathon
För andra betydelser, se Marathon (olika betydelser).

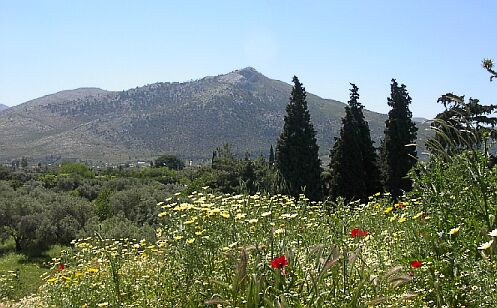
Slättlandet vid Marathon

Marathon (modern grekiska: Μαραθώνας, antik grekiska: Μαραθών) är en stad i kommunen Dimos Marathon i regionen Attika i Grekland. Kommunen hade 33 423 invånare medan kommundelen Marathon hade 12 849 invånare (2011).
År 490 f.Kr. stod där slaget vid Marathon där den kraftigt underlägsna atenska armén besegrade den persiska armén.